# Абрамовка (Полтавская область)
Абра́мовка (укр. Абра́мівка) — село,
Абрамовский сельский совет,
Машевский район,
Полтавская область,
Украина.
Код КОАТУУ — 5323080201. Население по переписи 2001 года составляло 430 человек.
Является административным центром Абрамовского сельского совета, в который, кроме того, входят сёла
Новая Павловка и
Дорошовка.

## Географическое положение
Село Абрамовка находится на берегах реки Сухая Липянка,
выше по течению на расстоянии в 3 км расположено село Бабайково (Карловский район),
ниже по течению на расстоянии в 1 км расположено село Новая Павловка.
Река в этом месте пересыхает, на ней сделано несколько запруд.

## Объекты социальной сферы
- Школа І—II ст.